# Guilhem Lavignotte
Guilhem Lavignotte, né en 1975 à Poitiers, est un musicien, organiste, campanologue, pédagogue et théologien franco-suisse.

## Biographie
Guilhem Lavignotte étudie entre 1980 et 1992, le piano, l'orgue, l'improvisation et la théorie musicale auprès de Jean-Albert Villard. En 1992 et 1993, il suit les master class de l'Académie de l'orgue de Saint-Dié-des-Vosges, où il complète sa formation auprès de plusieurs maîtres, dont Harald Vogel, Jean-Pierre Leguay et Bernard Lagacé. Après un passage dans la classe d'orgue de Dominique Ferran au Conservatoire à rayonnement régional de Poitiers et l'obtention d'un baccalauréat en sciences économiques et sociales en 1993, il décide de poursuivre ses études à la Haute École de musique de Lausanne. Il y obtient en 1995 un diplôme d'enseignement, en 1996 un diplôme supérieur (Bachelor of Arts), en 1998 un premier prix de virtuosité avec félicitations (Master of Arts),. En 2005 il obtient un diplôme d’études supérieures musicales (Master of Arts) au cours duquel il bénéficie d'une formation à l'accompagnement piano jazz-variétés auprès de Gaspard Glauss. En 2007 il obtient un Master of Arts à la Haute École pédagogique du canton de Vaud où il suit les cours de sciences de l'éducation et de didactique de la musique. Il étudie la basse continue dans la classe de Pierre-Alain Clerc au Département de musique ancienne de la Haute École de musique de Genève. À la suite d'un parcours à la faculté de théologie et de sciences des religions de l'Université de Lausanne, il termine sa formation diaconale à Lausanne et Neuchâtel, auprès de l'Office Protestant de la Formation de la CER en 2011.

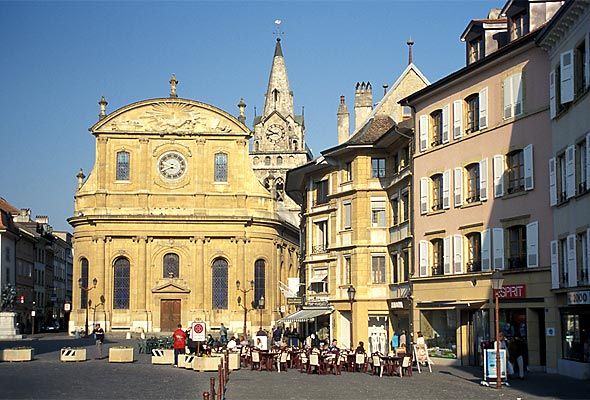
Temple d'Yverdon-les-Bains.

En 1998, il est nommé organiste titulaire de l'orgue du Temple d'Yverdon-les-Bains,,,.
Il est l'auteur de plusieurs articles dans la presse spécialisée, faisant état des connaissances actuelles concernant la facture d'orgue en Suisse romande de l'époque baroque à nos jours. Il s'y applique activement à attirer l'attention sur la valeur historique du travail du facteur d'orgue Adrien Joseph Potier et de la manufacture G§A. Tschanun de Genève en Suisse, en vue de la sauvegarde et du classement des derniers instruments encore existants. Ses publications sont fréquemment citées comme articles de référence,,,.
Il enseigne l'orgue depuis 1998 au Conservatoire de Musique du Nord Vaudois.
Aux archives musicales de la Bibliothèque universitaire du canton de Vaud, il collabore en 2013 au classement du fonds Clara Haskil, du fonds Claude Yvoire et à l’intégration des partitions de la Fête des Vignerons de 1927 de Gustave Doret, dans le fonds Gustave Doret existant.        
Il occupe le poste de président et de directeur artistique de l'Association des Concerts du Temple d'Yverdon-les-Bains qui organise depuis 1993, La Carte Musicale de l’Été, festival de six concerts classiques en été, au Temple d'Yverdon-les-Bains,,,,. Il est le secrétaire de l'Association des organistes romands, section Vaud. Il fait partie de la commission musicale du théâtre Benno Bessonqui élabore la saison des concerts classiques de la Ville d'Yverdon-les-Bains,.
Il mène une carrière de soliste et d'accompagnateur en Suisse et à l'étranger,. L'une de ses activités de prédilection est celle de l'accompagnement de la voix, en particulier dans le cadre de concerts de musique sacrée : il collabore avec le Chœur Symphonique de l'Université populaire de Lausanne dont il est le pianiste accompagnateur depuis 2004.
Il joue régulièrement dans le cadre de la Schubertiade d'Espace 2, notamment lors de l'édition qui a eu lieu à Yverdon-les-Bains en 2017 pour ses 20 ans d'existence, retransmise par la Radio télévision suisse (RTS), et dont la presse écrite se fait l'écho.
Son jeu à l'orgue est l'objet de retransmissions régulières par la Radio télévision suisse (RTS),.
Il fait partie de la classe du carillon de Chambéry — le plus grand carillon d'Europe, situé dans le château des ducs de Savoie — dont les diplômes sont agréés par la Fédération Musicale de Savoie et l'Université Savoie-Mont-Blanc. Avec d'autres passionnés, il œuvre à développer et restaurer l'art campanaire en Suisse. Il est membre de la Guilde des carillonneurs et campanologues suisses et de la Guilde des carillonneurs de France.

## Publications

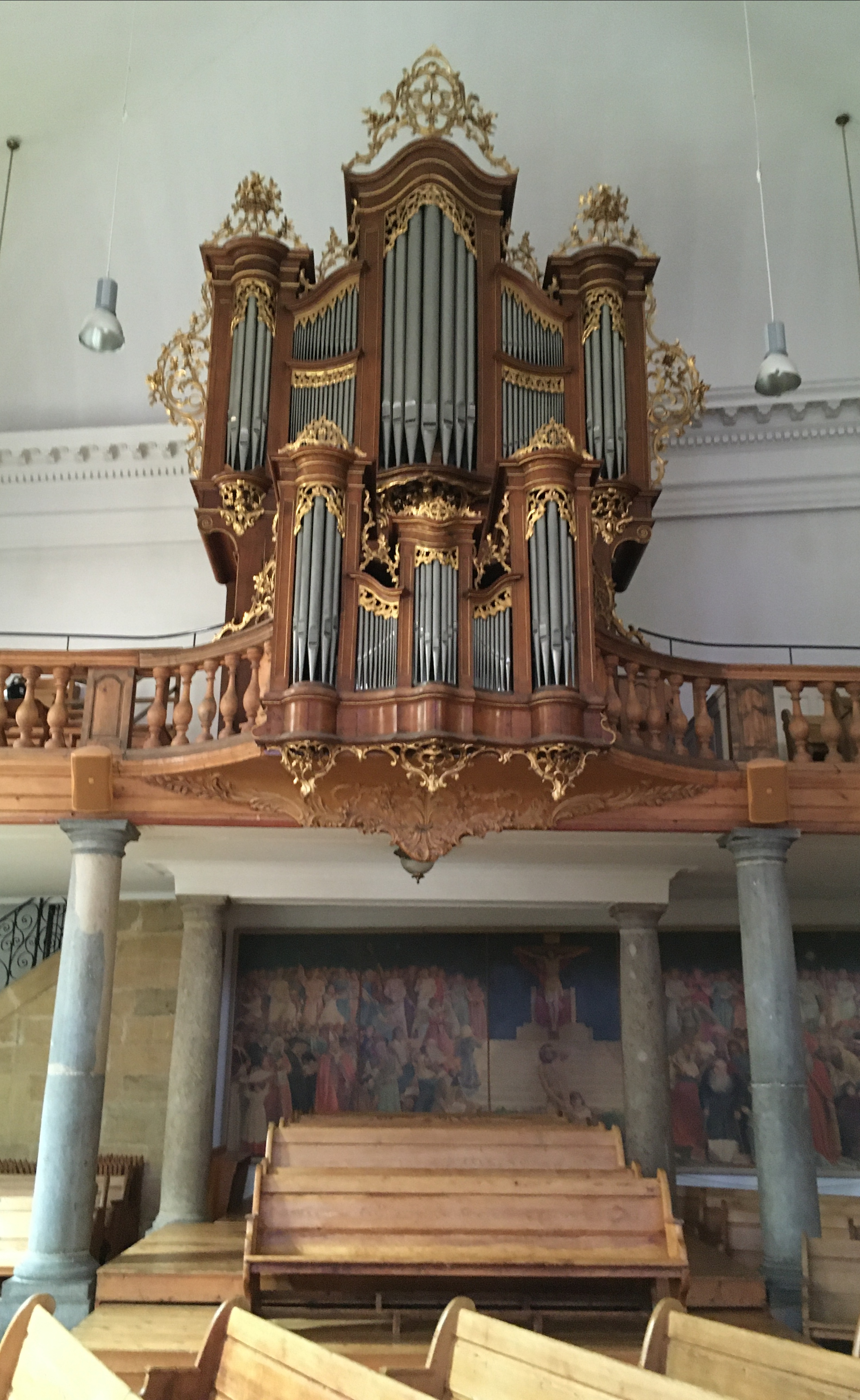
Orgue du Temple d'Yverdon-les-Bains.

- Guilhem Lavignotte, « L'orgue du temple d'Yverdon-les-Bains deux siècles et demi de facture en Suisse romande », La Tribune de l'orgue, vol. 52, no 4,‎ décembre 2000, p. 36–40 (OCLC 883612562, présentation en ligne)
- Guilhem Lavignotte, « L'orgue du temple d'Yverdon-les-Bains », Orgue : revue indépendante,‎ 2006, p. 20–34 (présentation en ligne)[6].
- Guilhem Lavignotte, Qu'est-ce que l'interdisciplinarité ? : quelle conception les enseignants ont-ils de ce type d'approche didactique ?, Lausanne, Haute école pédagogique, 2007, 39 p. (OCLC 717359398, présentation en ligne).
- Guilhem Lavignotte, « L'orgue du temple d'Yverdon-les-Bains, 250 ans de manufacture d'orgue en Suisse romande », L'orgue francophone, no 50,‎ décembre 2014 (présentation en ligne)